# Felvilágosult abszolutizmus

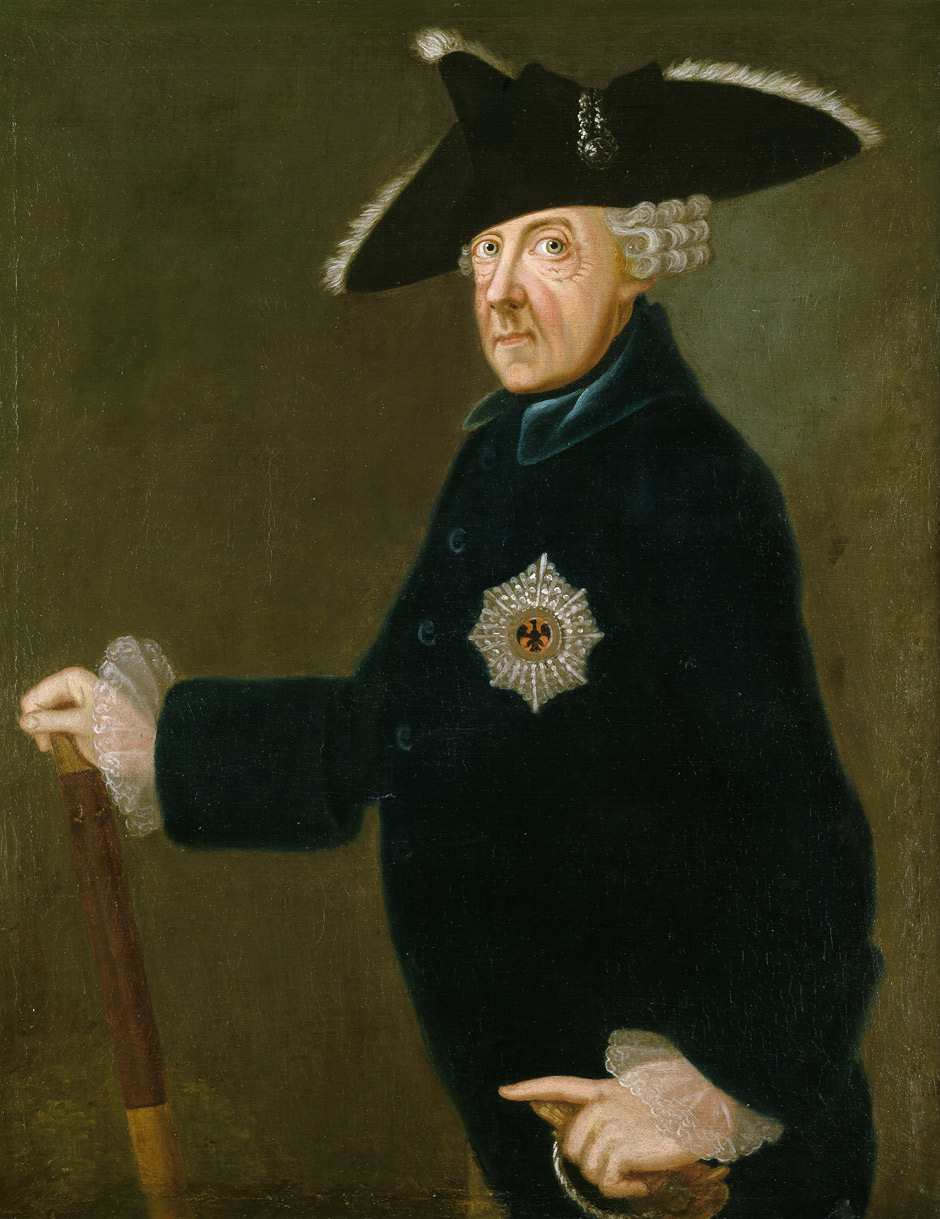
II. Frigyes porosz király a felvilágosult filozófus, szigorú hadvezér és politikus

A felvilágosult abszolutizmus a polgári jellegű reformokat bevezető bürokratikus kormányzati rendszer a XVIII. században.
Több abszolút uralkodó (Poroszországban II. Frigyes, a Habsburg Birodalomban Mária Terézia és II. József, Oroszországban II. (Nagy) Katalin) – a hatalmi rendszer megváltoztatása nélkül – modernizálni kívánta birodalmát. Merkantilista vámpolitikával, adókedvezményekkel, az oktatás fejlesztésével kívánták fellendíteni államuk gazdaságát, hogy a hatalmi versenyben ne maradjanak alul. A felvilágosult abszolutizmus elsősorban a félperiféria országaira volt jellemző. A felvilágosult abszolutizmus sokat merített a felvilágosodásból: vallási türelem, a reformok erejébe vetett hit. A felvilágosult abszolutizmust a hagyományokat figyelmen kívül hagyó reformok jellemezték, de szinte minden országban jelentős mértékben hozzájárult a gazdasági és társadalmi fellendüléshez (az abszolutizmus és a felvilágosodás összevonásával született elnevezés a fiziokratáktól származik).